# Karel Svoboda (bankéř)
Karel Svoboda, křtěný Karel František Vojtěch (7. června 1877 Makov – leden až duben 1951 Praha) byl český a československý podnikatel, bankéř, politik a poslanec Revolučního národního shromáždění Republiky československé za agrárníky.

## Biografie
Jeho otec byl řídícím učitelem. Karel vystudoval nižší reálku v Jičíně a Českoslovanskou obchodní akademii v Praze. V letech 1895–1911 byl úředníkem Živnostenské banky v Praze. Pak trvale přešel do nově zřízené Agrární banky. Jeho druhou manželkou byla Louisa Červenková, se kterou se oženil v roce 1909. Měli syny Karla a Jiřího.
Koncem října 1918 se zúčastnil jednání zástupců domácího i zahraničního odboje v Ženevě o budoucí podobě státu. Od roku 1918 zasedal v Revolučním národním shromáždění za Republikánskou stranu československého venkova. Byl profesí vrchním ředitelem Agrární banky. Právě s Agrární bankou je spojena jeho profesní a politická kariéra. Prostřednictvím této banky kontroloval významnou část zemědělské výroby, zejména řepařství a cukrovarnictví. Zasedal v četných správních radách.